# Maat in de middag
Maat in de middag was sinds 1995 een horizontaal geprogrammeerd middagprogramma op de radio gepresenteerd door diskjockey Ferry Maat. Tussen 2003 en 2010 werd het programma uitgezonden via de zender Radio Veronica.

## Geschiedenis
Het programma begon in september 1995 bij de NCRV op Radio 2. Ferry Maat vulde hiermee het gat op dat het commercieel geworden  Veronica met het radioprogramma Nederland Muziekland, gepresenteerd door Peter Schuiten, had achtergelaten. Ferry Maat werkte in het programma samen met muzieksamensteller Pieter Leen, die als freelancer bij de NCRV in dienst was. In 2000 werd Pieter Leen vervangen door Jaap de Groot, die zelf al een lange staat van dienst bij de NCRV had. Uiteindelijk kwam Ferry Maat in conflict met de NCRV, omdat hij van inzicht verschilde qua muzikale invulling van het programma met de nieuwe muzieksamensteller. Daarop moest Ferry Maat Radio 2 verlaten. Nadat hij nog een tijdje zijn middagprogramma bij Radio 192 had gepresenteerd, kwam hij uiteindelijk begin 2003 bij Radio 10 FM terecht met een in eerste instantie titelloos middagprogramma. Lang zou dit niet duren, omdat de frequentie waarop Radio 10 FM uitzond over werd gedaan naar Radio Veronica. Ferry Maat vervolgde daarop in september 2003 zijn middagprogramma (evenals het radioprogramma de Soulshow) bij deze zender. In 2008 stopte hij al met de Soulshow, op 1 oktober 2010 werd de laatste "Maat in de Middag" bij Veronica uitgezonden.

## Opzet van het programma
Naast het draaien van muziek kende het programma een item met shownieuws waarin Ferry Maat allerlei nieuws uit de wereld van showbusiness en entertainment behandelde, en een belspelletje met als titel De Raadplaat. In dit item werd een cryptische omschrijving gegeven, waarop de luisteraars moesten raden welke plaat daarbij hoorde. In de Radio 2-periode werd deze cryptische uitspraak gedaan door een presentator of presentatrice van Radio 2, bij Radio Veronica werd dit gedaan door een Veronica-presentator. Verder werd er elke dag een Soulshow Classic gedraaid. In het tijdperk bij de NCRV droeg Ferry Maat ook regelmatig een plaat van The Rolling Stones op aan Jetske van Staa die tot haar overlijden in 1998 na hem een radioprogramma verzorgde.

## Presentatie
- Ferry Maat
- Harjo Thijs (plaatsvervanger bij de NCRV)
- Silvan Stoet (plaatsvervanger bij Radio Veronica)

## Uitzendtijd
| Omroep         | Periode     | Uitzendtijd   |
| -------------- | ----------- | ------------- |
| NCRV           | 1995 - 1998 | 14.00 - 17.00 |
| NCRV           | 1998 - 2001 | 14.00 - 16.00 |
| Radio 10 FM    | 2003        | 14.00 - 16.00 |
| Radio Veronica | 2003 - 2006 | 14.00 - 16.00 |
| Radio Veronica | 2006 - 2010 | 13.00 - 16.00 |